# 宮比羅
宮比羅（くびら）は、仏教の水運の神で、天竺霊鷲山の鬼神で、薬師如来十二神将の筆頭である。宮毘羅、金毘羅、金比羅、禁毘羅とも書く。梵語ではクンビーラ(Kumbhīra)またはキンビーラ（Kimbhīra、「何を恐れることがあろう」の意）で、『月灯三昧経』のサンスクリット原本ではKimpiloと綴られる。十二神将としては宮比羅大将ともいう。

## 由来
ヒンドゥー教のガンジス川の鰐の神クンビーラが仏教に取り入れられ宮比羅大将となった。薬師瑠璃光如来本願功徳経では、「爾時衆中有十二薬叉大将俱在会坐。所謂宮比羅大将...」と薬師如来十二神将の筆頭に挙げられ、「此十二薬叉大将。一一各有七千薬叉以為眷属。」「若有流布此経或復受持薬師琉璃光如来名号恭敬供養者。我等眷属衛護是人。皆使解脱一切苦難。諸有願求悉令満足。」と説かれる。
金光明経鬼神品第十三では、「聴是経者　摩尼跋陀　大鬼神王　富那跋陀　及金毘羅　阿羅婆帝　賓頭盧伽　黄頭大神　一一諸神　各有五百　眷属鬼神」と金毘羅の名で記される。
大宝積経菩薩蔵会第十二之二金毘羅天受記品第二では、「爾時世尊。於彼中道不移其処　令諸長者建立聖果　以如来威勢入王舍城　四衆囲繞容儀庠序　時有護王舍城諸天薬叉大善神王　名金毘羅 作如是念　今者如来形相殊異　於世間中最勝難遇　堪受人天之所供養　我等今当応以種種上妙供具奉獻如来　作是念已　便以最勝飲食具足香味成就妙色　奉上於仏　爾時世尊　愍其所獻故為納受　時金毘羅王所領大薬叉衆六万八千在虚空中咸生随喜　以清遠音唱言　善哉善哉　時金毘羅即以此義告其衆曰　我已奉仏上妙供具　汝等亦応以諸供養施苾芻僧　当令汝等於長夜中利益安楽　諸薬叉衆受王教已　即以上供施苾芻僧　時諸僧衆哀受其供...」と詳細に説かれる。
宮比羅大将は弥勒菩薩を本地仏とする。
同じくヒンドゥー教の神で毘沙門天の前身であるクベーラと名前が似るためよく混同されるが両者は全く別の神格である。また、宮比羅の起源は鰐の神クンビーラではなく、仏教説話において仏陀を守ったとされるヤクシャのクンビーラではないかという指摘もある。

## 金毘羅信仰
クンビーラは元来、ガンジス川に棲む鰐を神格化した水神で、日本では蛇型とされる。クンビーラはガンジス川を司る女神ガンガーのヴァーハナ（乗り物）でもあることから、讃岐国象頭山松尾寺金光院（現在の金刀比羅宮）では海上交通の守り神の金毘羅大権現として信仰されてきた。特に舟乗りから信仰され、一般に大きな港を見下ろす山の上で金毘羅宮、金毘羅権現社が全国各地に建てられ、金毘羅権現として祀られていた。